# 香港歷史年表
本條目記錄了從有紀錄歷史開端至今的香港、中國、英國和世界大事。

## 年表正文

### 15世紀前
| 年份          | 香港                                                                               | 中國                                                           | 英國                                                 | 世界                                                           |
| 前221年       | 秦國史書首次記錄香港現時領域                                                       | 秦滅齊，統一中國                                               |                                                      | 漢尼拔成為迦太基的西班牙軍指揮官。                             |
| 前214年       | 秦始皇在嶺南設立了南海、桂林、象三郡，香港份屬南海郡番禺縣，由任囂擔任為南海郡尉。 | 蒙恬逐匈奴，收河南地為四十四縣，並循天險修築長城。             |                                                      | 馬其頓和羅馬之間爆發第一次馬其頓戰爭                           |
| 前204年       | 趙佗起兵兼併桂林郡和象郡，在嶺南地區建立南越國                                     | 趙佗起兵兼併桂林郡和象郡，在嶺南地區建立南越國                 |                                                      | 羅馬攻入迦太基本土。                                           |
| 東漢          | 深水埗始有居民定居                                                                 |                                                                |                                                      |                                                                |
| 61年          |                                                                                    |                                                                | 布狄卡女王率不列顛諸部落策動叛亂被羅馬軍隊鎮壓       |                                                                |
| 122年         |                                                                                    |                                                                | 羅馬帝國修建哈德良長城                               |                                                                |
| 313年         |                                                                                    |                                                                |                                                      | 君士坦丁及李錫尼發布米蘭敕令，基督教在羅馬帝國境內取得合法地位 |
| 唐代          | 香港隸屬广州府宝安縣屯門                                                           |                                                                |                                                      |                                                                |
| 751年         |                                                                                    | 阿拔斯王朝大軍於怛羅斯戰役擊敗高仙芝領導的唐朝軍隊             |                                                      |                                                                |
| 755年         |                                                                                    | 范陽節度使安祿山起兵叛唐                                       |                                                      |                                                                |
| 901年         | 新界原居民開始在香港定居                                                           |                                                                |                                                      |                                                                |
| 907年         |                                                                                    | 朱温廢唐哀帝，唐朝正式滅亡                                     |                                                      |                                                                |
| 917年         | 劉龑在嶺南稱帝，建立大越國                                                         | 劉龑在嶺南稱帝，建立大越國                                     |                                                      |                                                                |
| 927年         |                                                                                    |                                                                | 埃塞爾斯坦建立英格蘭王國並成為第一位英格蘭國王       |                                                                |
| 1004年        |                                                                                    | 北宋和遼訂定澶淵之盟奠定以後兩宋對外族的嵗幣政策               |                                                      |                                                                |
| 1044年        | 中國文獻第一次出現香港地名                                                         |                                                                |                                                      |                                                                |
| 1054年        |                                                                                    |                                                                |                                                      | 希臘正教與羅馬天主教正式分裂                                   |
| 1066年        |                                                                                    |                                                                | 諾曼人威廉率軍於黑斯廷斯戰役戰勝哈羅德二世征服英格蘭 | 諾曼人威廉率軍於黑斯廷斯戰役戰勝哈羅德二世征服英格蘭           |
| 1099年        |                                                                                    |                                                                |                                                      | 十字軍第一次東征並佔領耶路撒冷                                 |
| 1127年        |                                                                                    | 金國攻陷宋朝首都汴梁徽欽二帝被虜北上，北宋滅亡                 |                                                      |                                                                |
| 1206年        |                                                                                    | 蒙古各部於斡難河召開大會尊鐵木真為成吉思汗並正式登基為蒙古大汗 |                                                      |                                                                |
| 1215年        |                                                                                    |                                                                | 約翰王簽署大憲章                                     |                                                                |
| 1275年        |                                                                                    | 馬可·波羅經黑海及中亞細亞首次抵達元上都                        |                                                      |                                                                |
| 1278年5月10日 | 陸秀夫在梅窩擁立趙昺為帝，改元祥興                                                 |                                                                |                                                      |                                                                |
| 1279年        |                                                                                    | 元朝大將張弘範率軍於崖門海戰大敗宋軍，宋朝滅亡                 |                                                      |                                                                |
| 1346年        |                                                                                    |                                                                | 歐洲爆發黑死病數年間人口減少達三分之一               | 歐洲爆發黑死病數年間人口減少達三分之一                         |

### 15世紀至1841年
| 年份   | 香港                                                                               | 中國                                                                               | 英國 | 世界 |
| 1405年 |                                                                                    | 鄭和第一次下西洋                                                                   | | |
| 1453年 |                                                                                    |                                                                                    | | 東羅馬帝國衰落及鄂圖曼帝國攻陷君士坦丁堡成為歐洲文藝復興時代開始的重要事件                                                                       |
| 1453年 | 英法百年戰爭結束，英國失去除加萊地區的所有在法國領土                               |                                                                                    | | |
| 1455年 |                                                                                    |                                                                                    | | 約翰尼斯·古騰堡首先應用活字印刷術出版聖經促進書籍在歐洲的大量生產                                                                                |
| 1485年 |                                                                                    |                                                                                    | 玫瑰戰爭結束亨利七世即位英格蘭進入都鐸王朝 | |
| 1492年 |                                                                                    |                                                                                    | | 哥倫布發現美洲新大陸 |
| 1498年 |                                                                                    |                                                                                    | | 葡萄牙探險家瓦斯科·達伽馬發現繞經非洲南部好望角到達印度的新航道                                                                                  |
| 1521年 | 明朝軍隊在屯門海戰擊敗佛朗機（葡萄牙）人                                           | 明朝軍隊在屯門海戰擊敗佛朗機（葡萄牙）人                                           | | |
| 1522年 |                                                                                    |                                                                                    | | 葡萄牙人斐迪南·麥哲倫的船隊部分船員在埃爾卡諾率領下搭乘維多利亞號環繞地球一圈返回西班牙塞維利亞成為首批完成環球航行的人類                        |
| 1526年 |                                                                                    |                                                                                    | | 帖木兒後裔巴布爾自阿富汗出兵北印度於第一次帕尼帕特戰役大敗德里蘇丹國大軍並建立蒙兀兒帝國                                                         |
| 1536年 |                                                                                    |                                                                                    | | 哥白尼寫成天體運行論創立日心說，是現代天文學的起點                                                                                               |
| 1550年 | 香港村（今香港仔一帶）建立                                                         |                                                                                    | | |
| 1583年 |                                                                                    | 耶穌會傳教士利馬竇經澳門首次進入中國                                               | | |
| 1592年 |                                                                                    | 明朝派軍進入朝鮮半島介入日本朝鮮戰爭                                               | | |
| 1600年 |                                                                                    |                                                                                    | 東印度公司成立 | |
| 1619年 |                                                                                    | 努爾哈赤率後金軍於薩爾滸之戰大敗明朝軍隊                                           | | |
| 1620年 |                                                                                    |                                                                                    | 一群英國分離主義者乘坐五月花號到達北美洲新大陸並建立第一個英格蘭永久移民區普利茅斯殖民地                                                         | 一群英國分離主義者乘坐五月花號到達北美洲新大陸並建立第一個英格蘭永久移民區普利茅斯殖民地                                                         |
| 1642年 |                                                                                    |                                                                                    | 英格蘭發生內戰 | |
| 1644年 |                                                                                    | 李自成率農民軍攻陷北京，明朝滅亡 吳三桂領清兵入關                                  | | |
| 1648年 |                                                                                    |                                                                                    | | 三十年戰爭結束，西發里亞和約簽訂，主權國家等觀念在歐洲得到確立                                                                                   |
| 1649年 |                                                                                    |                                                                                    | 英格蘭國王查理一世被處死 | |
| 1660年 |                                                                                    |                                                                                    | 皇家學會設立 | |
| 1661年 | 為對抗明鄭侵擾大陸沿海，清廷實施遷海令                                             | 為對抗明鄭侵擾大陸沿海，清廷實施遷海令                                             | | |
| 1665年 |                                                                                    |                                                                                    | 倫敦發生大瘟疫 | |
| 1666年 |                                                                                    |                                                                                    | 倫敦發生大火 | |
| 1666年 | 艾薩克·牛頓於家鄉躲避大瘟疫期間發現萬有引力及創立微積分學                          |                                                                                    | | |
| 1688年 |                                                                                    |                                                                                    | 英國發生光榮革命 | |
| 1689年 |                                                                                    | 清朝與俄羅斯簽訂尼布楚條約是中國歷史上首次在具國際法精神下簽訂的國際條約           | 英國議會向國王提出權利法案 | |
| 1707年 |                                                                                    |                                                                                    | 英格蘭王國與蘇格蘭王國合組成大不列顛王國 | |
| 1759年 |                                                                                    | 清軍先後進佔西域消滅準噶爾部及平定大小和卓之亂西域大片土地重回中原王朝管轄         | | |
| 1763年 |                                                                                    |                                                                                    | 七年戰爭結束，英國從法國贏得歐洲以外大量殖民地                                                                                                   | 七年戰爭結束，英國從法國贏得歐洲以外大量殖民地                                                                                                   |
| 1775年 |                                                                                    |                                                                                    | 美國獨立戰爭爆發 | 美國獨立戰爭爆發 |
| 1776年 |                                                                                    |                                                                                    | 美國獨立宣言簽署 英國工程師詹姆斯·瓦特成功改良及大量銷售蒸汽機奠定人類工業革命的重要基礎 蘇格蘭人亞當·斯密出版《國富論》被認定為古典經濟學的開端 | 美國獨立宣言簽署 英國工程師詹姆斯·瓦特成功改良及大量銷售蒸汽機奠定人類工業革命的重要基礎 蘇格蘭人亞當·斯密出版《國富論》被認定為古典經濟學的開端 |
| 1788年 |                                                                                    |                                                                                    | 英國航海家亞瑟·菲利普率領首批英國移民登陸雪梨成為最早到達澳洲殖民的歐洲人                                                                        | 英國航海家亞瑟·菲利普率領首批英國移民登陸雪梨成為最早到達澳洲殖民的歐洲人                                                                        |
| 1789年 |                                                                                    |                                                                                    | | 法國大革命爆發 |
| 1792年 |                                                                                    | 英國政府任命喬治·馬戛爾尼出使中國                                                  | 英國政府任命喬治·馬戛爾尼出使中國 | |
| 1801年 |                                                                                    |                                                                                    | 大不列顛王國與愛爾蘭王國合組成大不列顛與愛爾蘭聯合王國                                                                                           | |
| 1802年 |                                                                                    |                                                                                    | 欲取澳門不果 | |
| 1804年 |                                                                                    |                                                                                    | | 法國頒布《拿破崙法典》 拿破崙稱帝，法蘭西第一共和國被法蘭西第一帝國取代                                                                          |
| 1810年 | 澳葡艦隊聯同清朝水師於大嶼山赤臘角一帶海面跟海盜張保仔率領的主力船隊遭遇及展開激戰 | 澳葡艦隊聯同清朝水師於大嶼山赤臘角一帶海面跟海盜張保仔率領的主力船隊遭遇及展開激戰 | | |
| 1815年 |                                                                                    |                                                                                    | 拿破崙的法軍在比利時滑鐵盧被英國威靈頓公爵帶領的反法同盟軍擊敗，史稱滑鐵盧戰役。拿破崙被流放到聖赫倫那島                                         | 拿破崙的法軍在比利時滑鐵盧被英國威靈頓公爵帶領的反法同盟軍擊敗，史稱滑鐵盧戰役。拿破崙被流放到聖赫倫那島                                         |
| 1816年 |                                                                                    |                                                                                    | | 荷屬東印度坦博拉火山大爆發後噴發大量火山灰造成全球氣候異常及農作物失收                                                                           |
| 1825年 |                                                                                    |                                                                                    | 英國工程師喬治·史蒂芬生父子成功製造第一輛可用於公共鐵路載客的蒸汽機車—機車一號                                                                   | 英國工程師喬治·史蒂芬生父子成功製造第一輛可用於公共鐵路載客的蒸汽機車—機車一號                                                                   |
| 1837年 |                                                                                    |                                                                                    | 維多利亞女王登基 | |
| 1840年 |                                                                                    | 第一次鴉片戰爭                                                                     | 第一次鴉片戰爭 | |
| 1841年 | 英軍登陸香港島水坑口，隨即宣布香港為自由港 第一份憲報出版                          |                                                                                    | | |

### 1842年割讓香港至1899年
| 年份   | 香港 | 中國                                                                                       | 英國                                                                                       | 世界                                                                  |
| 1842年 | 中英《南京條約》簽訂，正式割讓香港島予英國                                                                                | 中英《南京條約》簽訂，正式割讓香港島予英國                                                 | 中英《南京條約》簽訂，正式割讓香港島予英國                                                 |                                                                       |
| 1843年 | 英國頒布《英皇制誥》和《皇室訓令》，建立香港殖民地；定例局(立法會前身)及議政局(香港行政會議前身)成立                      |                                                                                            |                                                                                            |                                                                       |
| 1844年 | 戴維斯任總督 香港差役成立                                                                                                 |                                                                                            |                                                                                            |                                                                       |
| 1845年 | 英文報紙《德臣西報》創刊 東藩滙理銀行來港開設分行成第一家在港開業銀行                                                     |                                                                                            | 愛爾蘭島農作物歉收引發大飢荒及逃亡潮                                                       |                                                                       |
| 1846年 | 跑馬地馬場啟用及開始舉辦賽馬活動                                                                                          |                                                                                            |                                                                                            | 美墨戰爭爆發                                                          |
| 1847年 | 清政府興建九龍寨城 |                                                                                            |                                                                                            |                                                                       |
| 1848年 | 文咸任總督 |                                                                                            |                                                                                            | 北美洲加利福尼亞發現金礦，數年間爆發淘金潮                            |
| 1848年 | 文咸任總督 | 卡爾·馬克思於倫敦出版《共產黨宣言》，歐洲各地爆發零星暴動                                  |                                                                                            |                                                                       |
| 1849年 | 聖約翰座堂落成，為香港最古老西式教會建築物                                                                                |                                                                                            |                                                                                            |                                                                       |
| 1851年 | | 太平天國起事。南中國多商人逃往香港                                                         |                                                                                            |                                                                       |
| 1852年 | 首次填海計劃推行，是為文咸填海計劃，於上環近岸填海                                                                        |                                                                                            |                                                                                            |                                                                       |
| 1853年 | 擴大地保權力 |                                                                                            | 克里米亞戰爭爆發                                                                           | 克里米亞戰爭爆發                                                      |
| 1854年 | 寶靈任總督 |                                                                                            |                                                                                            |                                                                       |
| 1856年 | | 第二次鴉片戰爭                                                                             | 第二次鴉片戰爭                                                                             |                                                                       |
| 1857年 | 裕盛辦館毒麵包案。 首宗誹謗官司                                                                                           | 亞羅號船事件                                                                               | 亞羅號船事件                                                                               |                                                                       |
| 1858年 | |                                                                                            | 英軍逐步平定印度叛亂，英國政府直接統治印度                                                 | 英軍逐步平定印度叛亂，英國政府直接統治印度                            |
| 1859年 | 印度新金山中國滙理銀行（香港渣打銀行前身）首次到港開設分行                                                                |                                                                                            | 查爾斯·達爾文出版其著作《物種起源》，提出演化論等觀點                                      | 查爾斯·達爾文出版其著作《物種起源》，提出演化論等觀點                 |
| 1860年 | 中英《北京條約》簽訂，把界限街以南的九龍半島割讓給英國（詳見割讓香港）                                                    | 中英《北京條約》簽訂，把界限街以南的九龍半島割讓給英國（詳見割讓香港）                     | 中英《北京條約》簽訂，把界限街以南的九龍半島割讓給英國（詳見割讓香港）                     |                                                                       |
| 1861年 | 廢除保甲制度 | 洋務運動展開                                                                               |                                                                                            | 俄羅斯改革廢除農奴制 亞伯拉罕·林肯就任美國總統 南北戰爭爆發           |
| 1862年 | 香港中華煤氣有限公司成立後鋪設燃氣管線及煤氣街燈工程相繼於港島展開                                                        | 陝西甘肅爆發回民暴亂                                                                       |                                                                                            |                                                                       |
| 1863年 | 薄扶林水塘竣工成為香港首座貯水庫                                                                                          |                                                                                            | 倫敦地鐵通車，為世界第一條市內載客地下鐵路 世界第一個現代足球組織英格蘭足球總會誕生        |                                                                       |
| 1864年 | | 曾國荃率湘軍攻陷天京 太平天國覆滅                                                          |                                                                                            |                                                                       |
| 1865年 | 香港上海滙豐銀行開業 |                                                                                            |                                                                                            |                                                                       |
| 1866年 | |                                                                                            |                                                                                            | 普奧戰爭爆發                                                          |
| 1867年 | |                                                                                            |                                                                                            | 俄羅斯向美國出售阿拉斯加                                              |
| 1867年 | 馬克思、恩格斯出版資本論第一卷 英國通過英屬北美法令英屬北美殖民地包括加拿大省、新不倫瑞克省、新斯科細亞省等組成加拿大聯邦 |                                                                                            |                                                                                            |                                                                       |
| 1868年 | 中英商議在香港設立中國領事                                                                                                | 中英商議在香港設立中國領事                                                                 | 中英商議在香港設立中國領事                                                                 | 日本明治天皇加冕並推行維新改革                                        |
| 1869年 | 拔萃男書院建成 |                                                                                            |                                                                                            | 美國太平洋鐵路貫通 蘇伊士運河通航                                     |
| 1871年 | 首條海底電報電纜鋪設 |                                                                                            |                                                                                            | 普法戰爭中普魯士軍大勝法軍並建立統一的德意志帝國 法國鎮壓巴黎公社運動 |
| 1872年 | 東華醫院落成 | 上海申報創刊                                                                               |                                                                                            |                                                                       |
| 1874年 | 甲戌風災，2,500人喪生 中文報紙《循環日報》創刊                                                                            |                                                                                            |                                                                                            |                                                                       |
| 1877年 | | 華北廣泛地區發生大旱引發大飢荒                                                             |                                                                                            |                                                                       |
| 1878年 | 委任首位華人太平紳士伍廷芳                                                                                                |                                                                                            |                                                                                            |                                                                       |
| 1880年 | 委任定例局首位華人議員伍廷芳                                                                                              |                                                                                            |                                                                                            |                                                                       |
| 1882年 | 殖民地部翟維克報告發表對香港住屋衛生及供水情況多所批評。                                                                  |                                                                                            |                                                                                            |                                                                       |
| 1883年 | 潔淨局成立 | 中法戰爭爆發                                                                               |                                                                                            |                                                                       |
| 1884年 | 香港賽馬會成立 | 清朝建立新疆省                                                                             |                                                                                            |                                                                       |
| 1885年 | |                                                                                            |                                                                                            | 德國工程師卡爾·本茨成功研製第一輛以內燃機發動的汽車                   |
| 1887年 | 香港華人西醫書院創立 |                                                                                            |                                                                                            |                                                                       |
| 1888年 | 山頂纜車通車 香港舉行第一次潔淨局選舉                                                                                     | 清朝北洋水師正式成立                                                                       |                                                                                            |                                                                       |
| 1890年 | 中環海旁填海工程展開 香港電燈公司開始供電                                                                                 |                                                                                            |                                                                                            |                                                                       |
| 1894年 | 太平山街爆發鼠疫，2,000人染病死亡，三分一人口離港                                                                         | 中日甲午戰爭爆發 孫中山於檀香山成立興中會                                                  | 美國取代英國成為世界第一經濟大國                                                           | 美國取代英國成為世界第一經濟大國                                      |
| 1895年 | |                                                                                            |                                                                                            | 德國物理學家威廉·倫琴發現X射綫                                        |
| 1896年 | |                                                                                            |                                                                                            | 第一屆現代奧林匹克運動會在希臘雅典舉行                                |
| 1898年 | 中英《展拓香港界址專條》簽署，英國向中國租借深圳河以南土地99年，稱為「新界」(詳見割讓香港)                                | 中英《展拓香港界址專條》簽署，英國向中國租借深圳河以南土地99年，稱為「新界」(詳見割讓香港) | 中英《展拓香港界址專條》簽署，英國向中國租借深圳河以南土地99年，稱為「新界」(詳見割讓香港) | 美西戰爭爆發                                                          |
| 1898年 | 戊戌變法失敗 |                                                                                            |                                                                                            | 美西戰爭爆發                                                          |
| 1899年 | 英國軍隊於接收新界期間與新界原居民發生武裝衝突                                                                            |                                                                                            |                                                                                            |                                                                       |

### 20世紀至主權移交
| 年份   | 香港 | 中國大陸及台灣 | 英國                                                                        | 世界 |
| 1900年 | | 義和團運動引發八國聯軍攻入北京                                                                                             | 義和團運動引發八國聯軍攻入北京                                              | 義和團運動引發八國聯軍攻入北京 |
| 1901年 | | | 愛德華七世登基                                                              | 首屆諾貝爾獎頒獎禮舉辦 |
| 1903年 | 南華早報創刊 | |                                                                             | 美國人萊特兄弟首次成功試驗駕駛一可持續受控於空中滑翔動力飛行器                                                                                        |
| 1904年 | 香港電車通車 | |                                                                             | 日俄戰爭爆發 |
| 1905年 | | 興中會、華興會及光復會等多個團體於日本東京合併組成中國同盟會 清政府成立大清戶部銀行（中國銀行前身） 清朝取消科舉制度       |                                                                             | 阿爾伯特·愛因斯坦發表狹義相對論 |
| 1906年 | 丙午風災，遇難人數由數千至萬餘不等 漢口輪貨船大火造成111人死亡 | |                                                                             | |
| 1908年 | 英京輪遇颱風沉沒事故，421死42生還，為香港最多人死亡海難 | |                                                                             | |
| 1910年 | 廣九鐵路英段落成啟用 | | 佐治五世登基                                                                | |
| 1911年 | 廣華醫院開幕啟用 | 武昌起義爆發，辛亥革命開始                                                                                                 |                                                                             | 挪威探險家羅阿爾·阿蒙森率領的探險隊到達南極點成為首批扺達南極的人類                                                                                   |
| 1912年 | 第一所大學香港大學成立 | 中華民國在南京成立 |                                                                             | |
| 1914年 | | |                                                                             | 巴拿馬運河通航 第一次世界大戰爆發 |
| 1915年 | | 袁世凱稱帝引發護國戰爭 |                                                                             | |
| 1917年 | | 張勳復辟失敗 孫中山南下廣州成立中華民國軍政府                                                                              |                                                                             | 俄國十月革命爆發 |
| 1918年 | 跑馬地馬場大火，約600死400傷，為香港最多人死亡火災 東亞銀行成立 | |                                                                             | 西班牙流感大爆發 一戰結束 |
| 1919年 | | 五四運動爆發 中華革命黨於上海法租界改組為中國國民黨                                                                        |                                                                             | 巴黎和會 第三國際成立 |
| 1920年 | | 直皖戰爭 回粵戰爭 |                                                                             | 美國進入禁酒時期 |
| 1921年 | 灣仔海旁填海工程展開 | 中國共產黨第一次全國代表大會先後於上海法租界及浙江省嘉興南湖舉行                                                           |                                                                             | |
| 1922年 | 海員大罷工 | 第一次直奉戰爭 廣州發生六·一六事變                                                                                         | 根據英愛條約愛爾蘭(除北方六郡)脫離英國成立自由邦                            | 凱末爾領導改革土耳其成為共和國 俄羅斯、烏克蘭、白俄羅斯和外高加索聯邦組成蘇維埃社會主義共和國聯邦（簡稱蘇聯）                                         |
| 1923年 | | 孫中山發表孫越宣言，推行聯俄容共、扶助農工等政策。國共第一次合作                                                           |                                                                             | 日本發生關東大地震 |
| 1924年 | | 黃埔軍校成立 第二次直奉戰爭及北京政變                                                                                      |                                                                             | |
| 1925年 | 省港大罷工爆發 普慶坊護土牆倒塌意外，釀成75死20傷 啟德機場啟用 | 孫中山於北京逝世 五卅慘案 國民政府成立                                                                                     |                                                                             | |
| 1926年 | 首位華人非官守成員周壽臣加入行政局 首間官立中文中學成立（今金文泰中學） 嘉頓有限公司成立 | 蔣中正率領國民革命軍北伐                                                                                                   |                                                                             | |
| 1927年 | | 北伐期間發生寧漢分裂及四一二事件國共關係第一次破裂 中國共產黨發動南昌起義                                                  |                                                                             | |
| 1928年 | 香港半島酒店開業 | 國民政府完成北伐 東北易幟                                                                                                  | 蘇格蘭生物學家亞歷山大·弗萊明發現第一種適用於人類的抗生素青黴素（盤尼西林） | 蘇格蘭生物學家亞歷山大·弗萊明發現第一種適用於人類的抗生素青黴素（盤尼西林）                                                                           |
| 1929年 | | |                                                                             | 美國華爾街股災及其後浮現的世界性經濟大蕭條 |
| 1930年 | | 中原大戰爆發 |                                                                             | |
| 1931年 | | 中國發生廣泛水災 九一八事變爆發，東北抗戰開始                                                                              |                                                                             | |
| 1932年 | | 日本在中國東北扶植偽滿洲國 一·二八淞滬抗戰爆發                                                                             |                                                                             | 蘇聯實施農業集體化引發大飢荒 |
| 1933年 | 恒生銀號（恒生銀行前身）成立及開業 九龍巴士公司成立 | 長城抗戰爆發 |                                                                             | 希特勒被委任為德國總理 納粹黨統治德國 |
| 1935年 | 香港全面禁娼 | 紅軍於長征途中召開遵義會議，奠定毛澤東在中國共產黨內的領導地位 國民政府發行法幣以取代傳統使用的銀本位幣制                  |                                                                             | |
| 1936年 | 香港市政局成立 | 紅軍完成長征 綏遠抗戰爆發 西安事變爆發，促成第二次國共合作                                                                 | 愛德華八世登基，12月退位 佐治六世登基                                       | 西班牙內戰爆發 蘇聯國內肅反運動升級 |
| 1937年 | 瑪麗醫院啟用 丁丑風災，遇難人數由數千至萬餘不等 | 七七事變及八一三事變先後爆發，抗日戰爭全面展開 日軍攻占中國首都南京，南京大屠殺開始                                        |                                                                             | |
| 1938年 | 首屆工展會於中環鐵崗舉行 政府修例嚴禁買賣及蓄養婢女 | |                                                                             | |
| 1939年 | | | 納粹德國入侵波蘭，英法澳等國對德國宣戰，第二次世界大戰爆發                  | 納粹德國入侵波蘭，英法澳等國對德國宣戰，第二次世界大戰爆發                                                                                            |
| 1940年 | 香港荳品有限公司創立及開售產品維他奶 | | 納粹德國對英國本土發動不列顛戰役                                            | |
| 1941年 | 香港保衛戰爆發。聖誕節日本佔領香港，香港日治時期開始 | | 日本對英國宣戰                                                              | 納粹德國發動巴巴羅薩行動大舉入侵蘇聯 由於珍珠港事件，美國介入太平洋戰爭，對軸心國宣戰                                                                 |
| 1942年 | 日本軍法統治結束，佔領地政府成立 | |                                                                             | |
| 1945年 | 日本投降，香港重光 | 抗戰末期蘇聯出兵中國東三省 國共重慶談判 第二次國共內戰                                                                     |                                                                             | 第二次世界大戰結束 聯合國成立 |
| 1946年 | 戰後，香港的重建工作較亞洲其他地區快速，香港經濟整體已恢復至一定水平，貿易漸復常態 | |                                                                             | |
| 1947年 | 西安號客船大火，132死40傷 | 臺灣爆發二二八事變 國軍對解放區及共軍據點展開重點進攻接連失敗 中華民國行憲                                                 |                                                                             | 日本戰敗後施行和平憲法 |
| 1947年 | 西安號客船大火，132死40傷 | 臺灣爆發二二八事變 國軍對解放區及共軍據點展開重點進攻接連失敗 中華民國行憲                                                 | 印度與巴基斯坦分治後實現獨立                                                | |
| 1948年 | 西環永安公司倉庫大火，176死69傷 社會福利署成立 | 發生遼瀋會戰、徐蚌會戰、平津會戰等三大戰役                                                                                 |                                                                             | 以色列立國 |
| 1949年 | 第一個商營廣播電台麗的呼聲啟播 中國大陸政權更迭，香港發生兩航事件 | 國共和談失敗，內戰持續 渡江戰役爆發 中華人民共和國在北京成立， 中華民國政府播遷臺灣                                        |                                                                             | 北大西洋公約組織成立以抗衡蘇聯為首的東歐集團 蘇聯首次成功試爆原子彈成為世界上第二個擁有核武器的國家                                                   |
| 1950年 | 摩星嶺發生秧歌舞事件後政府社會局將國民黨軍眷安置往將軍澳吊頸嶺山坡（今調景嶺）一帶 | 中國人民志願軍參加抗美援朝戰爭 聯合國宣佈向中國大陸地區實施禁運 進行土地改革運動                                           |                                                                             | 韓戰爆發 |
| 1952年 | 東頭村大火致15,000人無家可歸 | 中國内地開展「三反、五反」運動                                                                                             | 伊莉莎白二世登基                                                            | |
| 1953年 | 石硤尾大火促成香港公共房屋政策的發展 | | 美英分子生物學家沃森、克里克等發表生物分子脫氧核糖核酸為雙螺旋結構          | 美英分子生物學家沃森、克里克等發表生物分子脫氧核糖核酸為雙螺旋結構                                                                                    |
| 1953年 | 石硤尾大火促成香港公共房屋政策的發展 | 朝鮮停戰協定正式簽署，韓戰結束                                                                                             |                                                                             | |
| 1954年 | | 第一屆全國人民代表大會在北京召開並通過第一部中華人民共和國憲法                                                             |                                                                             | |
| 1955年 | 香港政府於石硤尾設立首個居民徙置區 李鄭屋徙置區地盤發現古墓 | 解放軍攻佔一江山島，國軍從大陳島撤退                                                                                       |                                                                             | 美國通過「美台共同防禦條約」 |
| 1956年 | 九龍發生雙十暴動，約60死300傷 | 毛澤東提出了「百花齊放，百家爭鳴」引發之後的反右運動                                                                       | 蘇伊士運河危機爆發                                                          | 蘇伊士運河危機爆發 |
| 1956年 | 九龍發生雙十暴動，約60死300傷 | 毛澤東提出了「百花齊放，百家爭鳴」引發之後的反右運動                                                                       | 蘇聯出兵鎮壓匈牙利革命                                                      | |
| 1957年 | 麗的映聲（今亞洲電視）啟播 維多利亞公園正式對公眾開放 | 提出「大躍進」運動 |                                                                             | 蘇聯成功發射第一枚進入地球軌道的人造衛星 |
| 1958年 | | 中國内地實施嚴格的戶籍制度 金門砲戰                                                                                        |                                                                             | |
| 1959年 | 商業電台成立 | 三年困難時期開始 西藏發生騷亂十四世達賴出走印度 廬山會議展開「大躍進」的論爭 中華人民共和國第一屆全運會 北京人民大會堂竣工 |                                                                             | 越戰爆發 |
| 1961年 | | |                                                                             | 石油輸出國組織成立 蘇聯宇航員尤里·加加林乘坐宇宙飛船東方一號繞地球一周成為首位進入外太空的人類 蘇聯於新地島進行一次氫彈試爆為歷史上威力最大的人造爆炸 |
| 1962年 | 香港大會堂落成開幕 颱風溫黛正面吹襲香港，造成廣泛破壞，183死388傷 | 中共中央召開七千人大會，毛澤東退居二線 中印邊境戰爭                                                                        |                                                                             | 古巴飛彈危機 |
| 1963年 | 伊利沙伯醫院啟用 香港中文大學成立 | | 肯亞脫離英國統治獨立                                                        | 馬丁·路德·金發表「我有一個夢」演說 美國總統約翰·甘迺迪遇刺身亡                                                                                        |
| 1964年 | | 中國研製的第一顆原子彈在羅布泊試爆成功                                                                                     |                                                                             | 1964年夏季奧林匹克運動會在東京舉辦，亞洲首次主辦奧運會                                                                                                |
| 1965年 | 香港發生金融風暴多家華資銀行受到擠提 | |                                                                             | |
| 1965年 | 香港開始引入東江水以紓緩食水短缺問題 | |                                                                             | |
| 1965年 | 1965年美軍運輸機香港墜海事故，59死12傷 | |                                                                             | |
| 1966年 | 交通諮詢委員會批准天星小輪加價引發九龍騷亂 香港連場暴雨，引發六一二雨災，112死29傷 | 文化大革命展開 毛澤東在天安門廣場接見大串聯的紅衛兵                                                                        |                                                                             | |
| 1967年 | 文革蔓延，引發六七暴動 獅子山隧道通車 香港無綫電視啟播 | 中國第一顆氫彈試爆成功 |                                                                             | 南非成功首次進行心臟移植手術 中東六日戰爭爆發 |
| 1968年 | 大家樂集團成立及開設第一家門店 | |                                                                             | 蘇聯及華沙公約組織出兵鎮壓捷克布拉格之春運動 |
| 1969年 | 香港正式訂立婚姻「一夫一妻」制 | 珍寶島事件爆發，中蘇關係全面惡化                                                                                           | 英國廢除死刑                                                                | 美國太空人成為第一個踏上月球人類 |
| 1971年 | 釣魚臺主權爭議引起「保釣運動」 颱風露絲正面襲港，110死286傷 實施六年免費教育 麥理浩出任香港總督 | 聯合國大會決議通過，承認中華人民共和國為中國代表 九·一三事件毛澤東「接班人」林彪出逃及意外身亡                             | 下議院通過加入歐洲經濟共同體                                                | 微處理器誕生 |
| 1972年 | 海上學府郵輪發生大火後沉沒 六一八雨災，156死117傷，為香港最多人死亡雨災 香港海底隧道通車 港元與英鎊脫勾，改與美元掛勾 清潔香港運動全面展開 為配合發展新界，政府推出丁屋政策 | 中美兩國發表《中美聯合公報》 展開知識青年上山下鄉運動                                                                      |                                                                             | |
| 1973年 | 國際武打巨星李小龍因誤服可對個別人士致敏的止痛藥而突然暴斃於台灣女星丁佩的香港九龍塘住所，享年僅32歲，震驚全球 恆生指數大幅暴瀉，最高跌幅達九成 | 水稻專家袁隆平首次育成雜交水稻 計劃生育小組成立                                                                            |                                                                             | 中東戰爭爆發，引發石油危機 |
| 1974年 | 總督特派廉政專員公署成立 消費者委員會成立 中文成為法定語言 | 秦始皇兵馬俑在陝西省臨潼縣發現 「批林批孔運動」                                                                            |                                                                             | 全球人口數量到達40億 美國總統尼克遜因「水門事件」宣布辭職                                                                                             |
| 1975年 | 恆生指數大幅暴瀉，最高跌幅達90% 首批越南船民隨貨輪「長春號」抵港 | 中華民國在任總統蔣中正逝世                                                                                                 |                                                                             | 越戰結束 |
| 1976年 | 實施居者有其屋計劃 政府開售六合彩彩票取代原先的多重彩 《郊野公園條例》生效，香港郊野及自然生態開始受法例保護 | 國務院總理周恩來逝世 唐山大地震，242,000多人罹難 毛澤東逝世 四人幫被捕 文化大革命結束                                      |                                                                             | |
| 1977年 | 海洋公園開幕 | 恢復全國高考 |                                                                             | |
| 1978年 | 實施九年免費教育 屯門公路第一期建成通車為當年香港最長高速公路 沙田馬場落成啟用 | 中華人民共和國開始改革開放                                                                                                 |                                                                             | |
| 1979年 | 地下鐵路通車 | 美國與中華民國斷交，與中華人民共和國建交 中越戰爭爆發                                                                      |                                                                             | 蘇聯揮兵入侵蘇阿戰爭爆發 |
| 1980年 | 取消抵壘政策，對中國內地的非法入境者採取即捕即解政策 | 在深圳、珠海、汕頭、廈門設置經濟特區                                                                                       |                                                                             | 世界衛生組織正式宣布人類徹底消滅天花病 兩伊戰爭爆發                                                                                                   |
| 1981年 | | |                                                                             | 美國首次成功發射可重複使用的太空梭進入地球近地軌道 |
| 1982年 | 首年春節舉辦香港賀歲煙花匯演 舉行首屆區議會選舉 | | 阿根廷入侵福克蘭群島觸發福克蘭戰爭，英軍擊敗阿根廷軍奪回群島                | |
| 1983年 | 紅磡香港體育館開幕啟用 實施聯繫匯率 九廣鐵路紅磡至羅湖站全線完成雙軌及電氣化工程 | |                                                                             | |
| 1984年 | 香港出現第一浪移民潮 《代議政制綠皮書》推出 | 《中英聯合聲明》簽訂，落實於1997年香港主權移交中國                                                                         | 《中英聯合聲明》簽訂，落實於1997年香港主權移交中國                          | |
| 1985年 | 香港政府接管海外信託銀行 吐露港公路通車 立法局首次推行間接選舉 廢除初中成績評核試 | 中國人民解放軍裁軍100萬 |                                                                             | |
| 1986年 | 香港聯合交易所正式營運 港督尤德爵士在北京工作期間，睡夢中心臟病發辭世，成為唯一於任內逝世的港督 | 臺灣地區最大的反對黨-民主進步黨成立                                                                                        |                                                                             | 蘇聯烏克蘭發生切爾諾貝爾核事故造成廣泛地區核輻射汚染                                                                                                  |
| 1987年 | 衛奕信爵士宣誓就任第27任香港總督 恆生指數狂瀉2,000點，跌幅超過50% | 中華民國總統蔣經國宣佈解除臺灣省戒嚴令及准許部分民眾回大陸探親                                                             |                                                                             | 世界人口達50億 |
| 1989年 | 港人支援北京學生運動，全球華人大遊行展開，香港連續3個星期日均有逾100萬人上街遊行，其中5月28日的一次達到150萬人。支聯會隨後每年舉辦六四燭光晚會 香港出現了第二浪移民潮 東區海底隧道通車 | 北京發生六四事件 江澤民就任總書記                                                                                          | 英國人蒂姆·伯納斯-李（Tim John Berners-Lee）發明萬維網                      | 英國人蒂姆·伯納斯-李（Tim John Berners-Lee）發明萬維網                                                                                                |
| 1989年 | 港人支援北京學生運動，全球華人大遊行展開，香港連續3個星期日均有逾100萬人上街遊行，其中5月28日的一次達到150萬人。支聯會隨後每年舉辦六四燭光晚會 香港出現了第二浪移民潮 東區海底隧道通車 | 北京發生六四事件 江澤民就任總書記                                                                                          | 東歐變天，各共黨政權相繼倒台                                                | |
| 1990年 | 全國人民代表大會正式頒佈《香港基本法》 | 全國人民代表大會正式頒佈《香港基本法》                                                                                     |                                                                             | 兩德統一 |
| 1990年 | 首屆香港書展於新建成的會展中心舉行 | |                                                                             | 兩德統一 |
| 1991年 | 香港立法局第一次直接選舉舉行 推行「有秩序遣返計劃」，遣返越南船民 醫院管理局正式運作 | 動員戡亂時期臨時條款廢止 香港無線電視聯同廣州廣東電視台以及澳門澳廣視在農曆除夕舉辦新春倒數省港澳呈祥迎新歲                |                                                                             | 波斯灣戰爭 蘇聯解體，冷戰結束 |
| 1992年 | 末代總督彭定康上任，發表任內第一份施政報告，推行政治改革（新九組） 赤鱲角香港國際機場正式動工 | 鄧小平發表「南巡講話」 |                                                                             | 歐洲聯盟成立 |
| 1993年 | 中環蘭桂坊發生香港罕見的人群踐踏慘劇，21死62傷 搖滾組合Beyond主音黃家駒在東京錄影電視遊戲節目時不慎滑倒墮台，頭部著地昏迷6日不治，終年僅31歲，死訊轟動華人社會，在香港出殯時被數千名歌迷包圍追逐靈車，場面一度混亂 歌星陳百強因誤以酒送服安眠藥，昏迷近年半後不治，享年35歲 立法局主席由議員互選產生 恆生指數首次衝破10,000點 | |                                                                             | |
| 1994年 | | 政府實施人民幣滙率改革 |                                                                             | 北美自由貿易協議正式生效 |
| 1994年 | 大亞灣核電站落成及向香港輸電 | 大亞灣核電站落成及向香港輸電                                                                                               | 英法海底隧道通車                                                            | 英法海底隧道通車 |
| 1995年 | 殖民地時代最後一次立法局選舉，首次全部議席透過選舉產生，市政局、區域市政局和區議會廢除全部委任議員，香港市政局和區域市政局有實權（自主財政）（土地使用權） | |                                                                             | |
| 1996年 | 董建華當選香港第一任行政長官 臨時立法會成立 香港運動員李麗珊贏得香港歷史上首面奧運會金牌，亦是港英旗幟首次及唯一一次在奧運會頒獎環節時升起 | |                                                                             | |
| 1997年 | 首次舉辦香港馬拉松比賽 | |                                                                             | |
| 1997年 | 京九直通車、滬九直通車首次開行 | |                                                                             | |
| 1997年 | 機場核心工程部分項目包括西區海底隧道,西九龍公路,青嶼幹線,北大嶼山公路等率先完工通車 | |                                                                             | |

### 主權移交後
| 年份   | 香港 | 中國大陸及台灣 | 英國 | 世界 |
| 1997年 | 香港主權移交中華人民共和國，香港特別行政區成立 提出「一國兩制」的中共領導人鄧小平在香港主權移交前逝世 臨時立法會通過《香港回歸條例》成為香港主權移交後第一條通過的法案 | 香港主權移交中華人民共和國，香港特別行政區成立 提出「一國兩制」的中共領導人鄧小平在香港主權移交前逝世 臨時立法會通過《香港回歸條例》成為香港主權移交後第一條通過的法案     | 香港主權移交中華人民共和國，香港特別行政區成立 提出「一國兩制」的中共領導人鄧小平在香港主權移交前逝世 臨時立法會通過《香港回歸條例》成為香港主權移交後第一條通過的法案 | 亞洲金融風暴 |
| 1997年 | 首年舉辦國慶煙花滙演 地下鐵路率先使用八達通支付系統 《施政報告》提出八萬五建屋計劃 爆發禽流感奪去6名港人性命，並首次發現可感染人類，國際社會震驚 | | 8月31日，威爾斯王妃戴安娜在巴黎遇車禍喪生，享年僅36歲，舉世震驚，也無法完成原定9月25日第3度訪問香港的計劃                                                              | 亞洲金融風暴 |
| 1998年 | 啟德機場關閉，由位於赤鱲角的香港國際機場取代 亞洲金融風暴衝擊股匯，政府入市干預 取消對越南船民的「第一收容港」政策 | | | |
| 1999年 | 居港權問題，全國人大常委會首次釋法 | 居港權問題，全國人大常委會首次釋法 | | 歐元面世 世界人口突破60億                                                                                                  |
| 2000年 | 市政局及區域市政局解散並改組成康樂及文化事務署及食物環境衛生署 | 陳水扁當選中華民國總統，中國國民黨在台灣第一次政黨輪替 | | |
| 2001年 | | 中國加入世界貿易組織 | | 美國發生911事件及出兵阿富汗                                                                                                |
| 2002年 | 推行高官問責制 歌聖羅文不敵肝癌與世長辭，終年57歲 | 胡錦濤當選中國共產黨中央委員會總書記 | | 歐元紙幣和歐元硬幣面世，歐元成多個歐盟成員國的法定貨幣                                                                     |
| 2003年 | 港澳個人遊正式推行 | 港澳個人遊正式推行 | | 伊拉克戰爭爆發，以美英為首的多國部隊推翻伊拉克復興黨政權                                                                   |
| 2003年 | SARS在香港爆發，1700多人染病，當中299人死亡 《基本法》第23條草擬立法，引發七·一遊行，超過50萬人上街 屯門公路雙層巴士墮坡事故，21死20傷，為香港最多人死亡車禍 歌星張國榮及梅艷芳先後因抑鬱症墮樓身亡及子宮頸癌病逝，享年46及40歲 九廣西鐵屯門至南昌站建成通車 | 神舟五號首度完成載人太空飛行，楊利偉成為中國首名太空人 | | 伊拉克戰爭爆發，以美英為首的多國部隊推翻伊拉克復興黨政權                                                                   |
| 2004年 | 全國人大常委會第二次釋法，否決0708年雙普選 香港運動員（見李靜、高禮澤）首次以「中國香港」名義奪得奧運會獎牌 舉辦首屆邵逸夫獎頒獎禮 西九龍文娛藝術區展開公眾諮詢 | | | 2004年印度洋大地震和引發的南亞大海嘯造成周邊地區二十多萬人死亡                                                             |
| 2005年 | 第一屆行政長官董建華以「健康問題」為由辭職 全國人大常委會第三次釋法，解決行政長官餘下任期問題 政務司司長曾蔭權在沒有對手下自動當選，成為第二任行政長官 香港迪士尼樂園度假區落成啟用 香港主辦世貿部長級會議 針對2007年及2008年特首及立法會產生辦法的政改方案修正案遭立法會否決 | | 倫敦七七恐怖襲擊 | |
| 2006年 | 政府取消徵收遺產稅 立法會通過《吸煙(公眾衛生)條例》，全面室內禁煙分階段實施 特區政府正式推行五天工作制 | 中國取消農業稅 青藏鐵路第二期工程完成通車成為世界海拔最高鐵路 | | |
| 2007年 | 深港西部通道通車 九廣鐵路和香港地鐵合併為港鐵 香港數碼地面電視啟播 | | | |
| 2008年 | | 汶川大地震，87,000多人遇難 | | 次級房屋信貸危機爆發，引發2007年–2008年環球金融危機                                                                        |
| 2008年 | 中國首次舉辦奧運（北京奧運），香港協辦馬術項目 | | | 次級房屋信貸危機爆發，引發2007年–2008年環球金融危機                                                                        |
| 2009年 | 塑膠購物袋收費計劃實施，涵蓋3000多個超市和零售點，商戶如向顧客提供塑膠購物袋，需每個收取港幣5角 香港舉行第五屆東亞運動會 | | | |
| 2010年 | 泛民主派發起五區總辭，引發「五區公投」 馬尼拉人質事件發生，8名香港遊客被殺 | 上海舉行世界博覽會 中國全國生產總值超越日本居世界第二 | | |
| 2011年 | 《最低工資條例》正式實施，首個法定最低工資金額定於時薪28港元 新政府總部大樓、立法會綜合大樓及行政長官辦公室大樓建成啟用 | 中國茉莉花革命開展，政府及後拘捕參與人士，事件告平息 | | 阿拉伯之春運動 日本大海嘯造成18000多人死亡及失蹤 全球人口到達七十億                                                        |
| 2012年 | 考評局首年舉辦香港中學文憑考試取代舊有的香港中學會考 梁振英上任成為第四任行政長官 反對德育及國民教育科爭議升溫，民意壓力下政府終擱置該科目 | 習近平當選中國共產黨中央委員會總書記 | | |
| 2013年 | 啟德郵輪碼頭大樓及其首個泊位落成啟用 香港免費電視牌照爭議 | 中國政府倡議「一帶一路」 | | |
| 2014年 | 中國發表一國兩制白皮書 全國人大常委會針對2017年普選訂下「8·31」框架 為反對中央訂下的「8·31」框架的佔領中環及雨傘運動展開 | 中國發表一國兩制白皮書 全國人大常委會針對2017年普選訂下「8·31」框架 為反對中央訂下的「8·31」框架的佔領中環及雨傘運動展開                                                   | | 烏克蘭危機持續，俄軍佔領克里米亞半島 敘利亞及伊拉克國內局勢持續不穩，極端組織伊斯蘭國乘勢崛起佔據兩國大片土地              |
| 2015年 | 深圳戶籍居民「一簽多行」停止簽發，改為「一周一行」 | 深圳戶籍居民「一簽多行」停止簽發，改為「一周一行」 | | |
| 2015年 | 針對2016–2017年政制改革的《行政長官產生辦法決議案》被立法會大比數否決 香港食水管路含重金屬超標事件發生 《多啦A夢》配音員林保全逝世 | 中華人民共和國落實建政以來最大規模軍事改革 | | |
| 2016年 | 農曆新年大年初一發生旺角魚蛋革命 ，被港府視為暴動 亞洲電視停播；ViuTV啟播 香港立法會宣誓風波 | 桃園火燒車事件於國道二號發生，造成2名台灣人及26名大陸人意外死亡 | 英國去留歐盟公投舉行，結果支持脫離歐盟票數占優，時任首相卡梅倫辭職並由繼任的文翠珊啟動脫歐程序                                                                         | 亞洲基礎設施投資銀行正式開業                                                                                               |
| 2017年 | 行政長官會同行政會議決定停止香港數碼聲音廣播服務 林鄭月娥上任成為第五任行政長官，亦為第一位女特首 全國人大常委會通過廣深港高鐵香港段西九龍站設内地口岸区的「一地兩檢」方案 前行政長官曾蔭權成為香港首位在任期間觸犯刑事罪行，而被判處入獄服刑的前任最高級政府官員 | 中共中央總書記習近平在中共十九大發表「習近平新時代中國特色社會主義思想」，外界通稱「習近平思想」，成為毛澤東思想和鄧小平理論後首個以領導人姓名命名的寫入黨章的中共指導思想 | 西敏發生襲擊事件，造成6人死亡 | |
| 2018年 | 恒生指數升破32,200點創歷史新高，超越2007年的約31,900點 超強颱風山竹正面吹襲香港造成市面廣泛受破壞 廣深港高速鐵路香港段正式通車 港珠澳大橋正式通車 | 2018年中華人民共和國憲法修正案通過，當中修改包括取消國家主席及副主席任期限制                                                                                               | | 中美貿易戰 |
| 2019年 | 西九文化區首個場館戲曲中心啟用 中環灣仔繞道通車 一星期內先後有103萬及近200萬人上街遊行，要求政府撤回《逃犯條例修訂草案》，後者人數超越1989年5月28日香港響應北京民運所舉行的150萬人遊行，創下歷史新高，政府則答允暫緩修例，但其餘訴求並未答允。而後激發抗爭者幾乎每周均有激烈警民衝突，社會持續極力爭取五大訴求，以求光復香港。這場抗爭運動被認為是繼六七暴動後香港最嚴重的社會動盪。同時，也被視為1997年以來香港最嚴重的政治危機。 | 粵港澳大灣區發展規劃綱要發佈 | | 中美貿易戰 美國總統特朗普簽署《香港人權與民主法案》                                                                        |
| 2020年 | 2019冠狀病毒病疫情在全球流行，各國推出緊急措施應對，包括限聚令，建議在家工作的措施，減少社交距離，建議市民外出戴上口罩等。 | 2019冠狀病毒病疫情在全球流行，各國推出緊急措施應對，包括限聚令，建議在家工作的措施，減少社交距離，建議市民外出戴上口罩等。                                                 | 2019冠狀病毒病疫情在全球流行，各國推出緊急措施應對，包括限聚令，建議在家工作的措施，減少社交距離，建議市民外出戴上口罩等。                                             | 2019冠狀病毒病疫情在全球流行，各國推出緊急措施應對，包括限聚令，建議在家工作的措施，減少社交距離，建議市民外出戴上口罩等。 |
| 2020年 | 立法會通過國歌條例草案禁止市民侮辱中華人民共和國國歌 | | | 美國通過香港自治法案 |
| 2020年 | 第十三屆全國人民代表大會常務委員會通過《港區國安法》 | | | 美國通過香港自治法案 |
| 2020年 | 屯赤隧道通車 | | | 美國通過香港自治法案 |
| 2021年 | 第十三屆全國人民代表大會通過《關於完善香港選舉制度的決定》，落實「愛國者治港」 港鐵屯馬綫全綫貫通 | | 英國推出政策給予BNO護照持有人居留權 | |
| 2022年 | 第五波新冠肺炎疫情爆發年內過萬人因染疫病逝 港鐵東鐵綫過海段通車東鐵綫改以金鐘站為終點站 李家超就任第6屆香港特別行政區行政長官，是第一位紀律部隊出身的香港特首 香港故宮文化博物館開幕 將軍澳—藍田隧道及將軍澳跨灣大橋啟用通車 | 中國共產黨第二十次全國代表大會，習近平再次連任中共中央總書記和中共中央軍委主席                                                                                             | 伊利沙伯二世登基白金禧紀念 伊利沙伯二世逝世王儲登基成為查爾斯三世 | 俄烏衝突加劇，俄羅斯全面入侵烏克蘭 東南亞跨國人口販賣 全球人口到達八十億 ChatGPT面世                                       |
| 2023年 | 政府宣佈取消所有有關2019冠狀病毒病防疫措施 香港有線電視終止收費節目廣播服務 政府通過2023年香港區議會選舉改革 因應2023年9月8日的惡劣天氣，政府發出史上首個極端情況警告 | 卸任國務院總理不足一年的李克強突然病逝 | | 以色列—哈馬斯戰爭爆發 印度人口超越中國成為世界第一人口大國 大型語言模型如GPT-4等掀人工智能聊天機器人熱朝                   |
| 2024年 | 香港特別行政區基本法第二十三條立法，訂立《維護國家安全條例》 | | | |
| 2025年 | 啟德體育園落成開幕 | | | |
| 2026年 | 啟德醫院 | | | |

## 外部連結
- 香港歷史年表